# U-44 (1939)
U-44 — большая океанская немецкая подводная лодка типа IX-A, времён Второй мировой войны. Заложена 15 сентября 1937 года на верфи AG Weser в Бремене. Заводской номер 949. Спущена на воду 5 августа 1939 года.

## Служба
Введена в строй 4 ноября 1939 года. Входила в 6-ю флотилию до 31 декабря 1939 года, использовалась как тренировочная п/л. С 1 января 1940 года по 13 марта 1940 года входила во 2-ю флотилию.
Лодка совершила два боевых похода, потопив 8 судов (30 885 брт).
Погибла 13 марта 1940 года со всем экипажем — 47 человек.
Командиром лодки на протяжении всей её карьеры был капитан-лейтенант (с 1 марта 1940 года корветтен-капитан) Людвиг Матес.

### Первый поход
06.01.40 — 09.02.40, 35 суток
 8 судов потоплено — 30.885 брт. 
6 января 1940 года лодка вышла в свой первый поход в Атлантику, к берегам Португалии, из Вильгельмсхафена.
Поход оказался удачным и в течение месяца лодка в Бискайском заливе и у берегов Португалии потопила 8 судов (в основном одиночных) и благополучно вернулась домой, в Вильгельмсхафен.
Перед этим, 16 марта при атаке конвоя HX 112 была безрезультатно контратакована кораблями охранения, которые сбросили на неё 24 глубинные бомбы.

### Второй поход
13.03.40 — 13.03.40, 1 сутки
 без результатов, лодка ПОГИБЛА 
В свой второй поход «U-44» вышла 13 марта снова из Вильгельмсхафена.
В тот же день, в Северном море, субмарина подорвалась и затонула на мине английского минного заграждения «Field No 7», выставленного английскими эсминцами «Express», «Esk», «Icarus» и «Impulsive».
Также английский эсминец «Fortune» претендовал на потопление лодки в тот день. Однако позже эти результаты были пересмотрены.

## Список побед
Потопленные и поврежденные суда:
| Дата           | время, CET | Название судна          | Тип      | Тоннаж, брт | Принадлежность | Груз | Конвой | Место потопления          | Судьба   |
| -------------- | ---------- | ----------------------- | -------- | ----------- | -------------- | --- | ------ | ------------------------- | -------- |
| 15 Января 1940 | 0:13       | Fagerheim               | Пароход  | 1.590       | Норвегия       | |        | 47°20′ с. ш. 06°16′ з. д. | потоплен |
| 15 Января 1940 | 1:10       | Arendskerk              | Теплоход | 7.906       | Нидерланды     | 4000 тонн генерального груза, включая колючую проволоку, гальванизированные листы, гвозди, железо, медные трубы и почту |        | 46°55′ с. ш. 06°34′ з. д. | потоплен |
| 16 Января 1940 | 6:11       | Panachrandros           | Пароход  | 4.661       | Греция         | |        | 48°30′ с. ш. 09°10′ з. д. | потоплен |
| 18 Января 1940 | 11:26      | Canadian Reefer         | Теплоход | 1.831       | Дания          | Апельсины и грейпфруты                                                                                                  |        | 42°25′ с. ш. 09°08′ з. д. | потоплен |
| 20 Января 1940 | 4:15       | Ekatontarchos Dracoulis | Пароход  | 5.329       | Греция         | 7511 тонн пшеницы и генерального груза                                                                                  |        | 40°20′ с. ш. 10°07′ з. д. | потоплен |
| 24 Января 1940 | 11:40      | Alsacien                | Пароход  | 3.819       | Франция        | | 56-KS  | 39°01′ с. ш. 09°54′ з. д. | потоплен |
| 25 Января 1940 | 4:11       | Tourny                  | Пароход  | 2.769       | Франция        | Генеральный груз | 56-KS  | 41°05′ с. ш. 09°22′ з. д. | потоплен |
| 28 Января 1940 | 20:00      | Flora                   | Пароход  | 2.980       | Греция         | Уголь |        | 40°30′ с. ш. 13°30′ з. д. | потоплен |